# أبو صدرين (نصار)
أبو صدرين (بالفارسية: ابوصدرین) هي قرية تقع في إيران في قسم نصار الريفي. يقدر عدد سكانها بـ 231 نسمة بحسب إحصاء 2016.